# Epizeuxis ocellata
Epizeuxis ocellata là một loài bướm đêm trong họ Noctuidae.